# عقد 1370 هـ
عقد 1370 هـ هو الفترة بين عام 1370 إلى 1379 في التقويم الهجري، أي العشر سنوات الثامنة من القرن الرابع عشر الهجري.